# Estación Corralito
Corralito es una estación ferroviaria ubicada en la localidad del mismo nombre en el departamento Tercero Arriba, Provincia de Córdoba, Argentina.
Fue inaugurada en 1913 por el Ferrocarril Central Argentino.

## Servicios
La estación corresponde al Ferrocarril General Bartolomé Mitre de la red ferroviaria argentina. No presta servicios de pasajeros. Sus vías e instalaciones están concesionadas a la empresa de cargas Nuevo Central Argentino.